# Miquel Lladó Plana
Miquel Lladó Plana (Sant Cugat del Vallès, 1 de gener de 1989) més conegut com a Miki Lladó, és un entrenador de futbol català que actualment dirigeix al CE Sabadell de la Primera Federació.

## Trajectòria
Format en el futbol base del Sant Cugat Futbol Club on arribaria el 2011 i treballaria durant tres temporades.
Des del 2014 al 2018, va dirigir el projecte Anantapur Sports Academy a l'Índia.
El 20 d'octubre del 2018, signa com a entrenador del South United FC de la I-League 2, al qual va estar dirigint fins a finals de febrer del 2019.
L'1 de març del 2019, signa pel CE Sabadell per dirigir el juvenil "B". A la temporada 2019-20, va liderar el Juvenil 'A' en l'ascens a Divisió d'Honor Juvenil com a campió de lliga. La temporada següent, dirigint el mateix conjunt, va finalitzar en sisena posició a la màxima categoria del futbol formatiu nacional, la millor classificació històrica del CE Sabadell en aquell moment.
L'estiu del 2021, ocupa un càrrec a la secretaria tècnica del CE Sabadell per potenciar l'àrea internacional del club. El 21 de novembre del 2021, després de la destitució d'Antonio Hidalgo, es fa càrrec de l'equip fins a l'arribada de Pedro Munitis a la banqueta arlequinada.
L'11 de març de 2022, marxa als Estats Units per treballar a l'APFC Soccer, una institució nord-americana dedicada a la formació i metodologia futbolística.
A la temporada 2022-23, ocupa el càrrec de segon entrenador de Gabri García al primer equip del CE Sabadell.
El 22 de desembre de 2022, després de la destitució de Gabri García, signa com a entrenador del CE Sabadell de la Primera Divisió RFEF fins al final de la temporada.

## Clubs

### Com a entrenador
| Club                        | País      | Any              |
| --------------------------- | --------- | ---------------- |
| Sant Cugat Futbol Club      | Catalunya | 2011-2014        |
| South United FC             | Índia     | 2018-2019        |
| CE Sabadell juvenil "A"     | Catalunya | 2019-2021        |
| CE Sabadell (2n entrenador) | Catalunya | 2022             |
| CE Sabadell                 | Catalunya | 2022 -actualitat |